# Sveti Lenart, Škofja Loka
Lenart nad Lušo este o localitate din comuna Škofja Loka, Slovenia, cu o populație de 90 de locuitori.